# Chen Jian-rong
Chen Jian-rong (* 16. April 2003) ist ein taiwanischer Hürdenläufer, der sich auf die 400-Meter-Distanz spezialisiert hat.

## Sportliche Laufbahn
Erste internationale Erfahrungen sammelte Chen Jian-rong im Jahr 2022, als er bei den U20-Weltmeisterschaften in Cali mit 52,61 s im Halbfinale über 400 m Hürden ausschied. Im Jahr darauf schied er bei den World University Games in Chengdu mit 52,03 s in der Vorrunde aus, ehe er bei den Asienspielen in Hangzhou mit der taiwanischen 4-mal-400-Meter-Staffel im Vorlauf disqualifiziert wurde. 2025 verpasste er bei den Asienmeisterschaften in Gumi mit 50,80 s den Finaleinzug über 400 m Hürden und belegte mit der 4-mal-100-Meter-Staffel in 40,14 s den vierten Platz. Anschließend schied er bei den World University Games in Bochum mit 50,65 s im Halbfinale im Hürdenlauf aus.
2024 wurde Chen taiwanischer Meister im 400-Meter-Hürdenlauf.

## Persönliche Bestleistungen
- 400 Meter Hürden: 49,83 s, 13. März 2025 in Neu-Taipeh